# 許丙
許 丙（きょ へい、1891年12月28日〈旧暦11月28日〉 - 1963年5月18日）は、日本統治時代の台湾の実業家、政治家。貴族院朝鮮・台湾勅選議員。

## 生涯
本籍地は台湾淡水（現・新北市淡水区）。1911年に台湾総督府国語学校を卒業した。卒業後は林本源事務所の秘書を務めており、その時に当時の内務大臣・原敬と知り合った。林家兄弟の財産分割に敏腕を振るったため、1916年10月からは林家の帳場頭を務めた。1919年に林熊徴が華南銀行を設立した時には協力をした。
1919年からは淡水街信用組合理事、淡水同風会副会長、台湾興業信託董事、新高醸造監事、高雄興業製糖董事、台北市協議会員、同市学務・土木・所得税調査の各委員などを務め、1927年からは台北州協議会員、台北州税調査委員、1929年からは林家傘下の日星商社の副社長、華南銀行監事を務めた。1930年7月からは台湾総督府評議会委員、新新興業董事、昭南鉱業監事、打狗土地建物監事を歴任し、中央政財界での人脈を築くために東京に豪邸を建てた。その後は満洲・朝鮮での鉱山・土地開発にも成功し、台湾有数の富豪となった。1945年4月からは貴族院朝鮮・台湾勅選議員を務めた。
日本の敗戦直後、台湾の紳士らと共に草山（現・陽明山）の山中で安藤利吉、諫山春樹らと台湾独立の可能性を討議する会議に参加したが、1946年1月、この会議の参加者として逮捕され、同年7月に台湾の戦犯軍事法庭により国土窃取の容疑で1年10か月の有期刑を言い渡された。出所後は林家傘下の児童養護施設の董事と林熊徵学田奨学委員会奨学組の主任を務め、1949年に台湾省政府主席の呉国楨により省政府顧問に任命されたが、その後の中華民国政府による土地改革には反対の姿勢を取り、租税を払うことも拒否した。中華民国時期には唐栄鉄工廠顧問、台湾青果公司顧問、許氏宗親会長、台湾省仏教道友会長、中日文化経済協会顧問を歴任した。1963年5月18日に脳塞栓症により台湾大学病院で死去した。

## 親族
許博允 - 孫・作曲家。
許瑛子 - 孫・作詞家。
顔恵民 - 娘婿の甥・一青妙、一青窈の父。